# Ivo Pojezný
Ivo Pojezný (* 21. května 1961 Kyjov) je český politik a pedagog, v letech 2013 až 2021 poslanec Poslanecké sněmovny PČR, v letech 2000 až 2020 zastupitel Jihomoravského kraje, dlouholetý zastupitel města Kyjova a člen KSČM.

## Život
Po absolvování gymnázia (maturoval v roce 1980) vystudoval učitelství na Univerzitě Palackého v Olomouci (získal titul Mgr.).
Ivo Pojezný je ženatý a má dvě dcery, žije v Kyjově.

## Politické působení
Do politiky vstoupil, když byl v komunálních volbách v roce 1990 zvolen za KSČM do Zastupitelstva města Kyjova. Mandát zastupitele města pak obhájil v komunálních volbách v roce 1994, v roce 1998, v roce 2002, v roce 2006, v roce 2010, v roce 2014 a v roce 2018 (vždy za KSČM). V současnosti působí také jako předseda Výboru pro regionální středisko mládeže.
Do vyšší politiky vstoupil, když byl v krajských volbách v roce 2000 zvolen jako člen KSČM zastupitelem Jihomoravského kraje. Mandát krajského zastupitele obhájil v krajských volbách v roce 2004, v roce 2008 a v roce 2012 (opět vždy za KSČM). Po těchto volbách se stal předsedou Výboru pro výchovu, vzdělávání a zaměstnanost. Na uvedenou funkci rezignoval 18. prosince 2014. Ve volbách v roce 2016 byl lídrem kandidátky KSČM v Jihomoravském kraji a post krajského zastupitele obhájil. Kandidoval také ve volbách v roce 2020, ale neuspěl.
Kandidoval také ve volbách do Poslanecké sněmovny PČR v roce 2006 a v roce 2010, ale ani jednou neuspěl. Ve volbách do Poslanecké sněmovny PČR v roce 2013 kandidoval na čtvrtém místě kandidátky KSČM v Jihomoravském kraji a byl zvolen poslancem.
Ve volbách do Poslanecké sněmovny PČR v roce 2017 byl lídrem KSČM v Jihomoravském kraji. Získal 2 595 preferenčních hlasů a obhájil tak mandát poslance. Též je členem Národní rady pro sport v rámci Národní sportovní agentury v oboru Sport a stát.
Ve volbách do Poslanecké sněmovny PČR v roce 2021 kandidoval jako lídr KSČM v Jihomoravském kraji. Zvolen však nebyl, neboť KSČM nepřekročila pětiprocentní hranici nutnou pro vstup do Sněmovny.